# インサイダーケン
『インサイダーケン』は、島本和彦による漫画作品。
ここでは、『ワンダービット』内の作品として掲載された『さらば インサイダーケン』についても取り扱う。

## 概要
アスキーより出版されていたPCゲーム雑誌『ログイン』に掲載された作品であり、『インサイダーケン』の連載終了後、『ワンダービット』につながることとなる。
島本和彦のマンガチックにいこう!によると、島本自身がこの作品を失敗作だと感じていた時に、編集部から「この作品は読者に不評なので終了させて、別の作品にしませんか？」と言われ二つ返事でＯＫをしたとの事。ただ、この突然の終わり方から「好きな作品のひとつ」とも語る。
ISBN 4756106617。初版は、1992年12月22日に発売。

## ストーリー
特殊な能力を持つインサイダーと呼ばれる者たちの闘いと苦悩の日々を描いている。

## 登場人物

### インサイダー
インサイダーとは、劇中に感情移入することで、その劇中に入り込みそれを己の実体験とすることのできる特殊な能力『インサイド』を持つ者たちの総称。具体的には劇中で怪我をすれば、実世界でも同じような怪我をし、上級のインサイダーになると、モンスターの肉の味はモンスターの味までしてしまう。
なので、彼らが劇を見るとき、ハッピーエンドかバッドエンドかが重要で、リアルタイム形式のゲームは避ける傾向にある。
実体 験
本作の主人公。インサイダーの一人。通称「インサイダーケン」「ケン」。名前は、実体験から。
『インサイダーケン』時点では劇の流れにそうそう逆らうことはなかったが、『さらば インサイダーケン』ではそれをも超えた能力として、著作物の改竄ができるようになっている。
夜目羅 恋
ヒロイン。インサイダーの一人。名前は「やめられん」から。インサイド能力は高め。
秋葉
ケンをゲームの世界に引き込んだ友人。プログラムが得意で、パソコン同好会に所属。多少のインサイド能力もある。名前は「秋葉原」から。
西武A子
パソコン同好会の会員で、多少のインサイド能力を持つ。秋葉が密かに憧れている。名前は「セーブA」から(?)

### その他
ハイリー・コンドル
コンドル財団の御曹司でインサイダーの研究者。ゲーム空間を現実に再現するほどの道楽者でもある。名前は「入りこんどる」から。
女牙重傑
アウトサイダー。インサイダー潰しを生業とする。名前は「目が充血」から。
首藤レイ
発明家。『さらば インサイダーケン』にて登場。PTAによって著作物の改竄を行うケンを止めるために、インサイダーと同等の力を持つことのできる発明を開発し、ケンと対決する。